# Castillo de Hochosterwitz
El castillo de Hochosterwitz es una gran fortaleza situada cerca de St. Georgen am Längsee, en el Estado federado de Carintia, Austria. Mencionada por primera vez en 860.

## Historia
La primera mención documental del castillo consta en un documento de donación del año 860 otorgado por Luis el Germánico para la entrega de Friesach y varias cortes al obispado de Salzburgo, entre ellas también una corte cercana a Osterwitz (curtis ad Astaruizza). En los documentos más antiguos del siglo XI y XII el castillo se menciona como refugio para la población durante los asaltos de los pueblos turcos en aquellos tiempos. El castillo, originariamente propiedad del conde Ceizolf de Spanheim, un descendiente del emperador alemán Arnulfo de Carantania y conocido como primer miembro de la familia Schenk de Osterwitz, permaneció en el patrimonio familiar hasta que Hans Schenk de Osterwitz, el último de su estirpe, devolviera la propiedad después de su muerte el día 30 de mayo de 1478 al rey Federico III.